# Tín (Phật giáo)
Tín (zh. xìn 信, sa. śraddhā, pi. saddhā, ja. shin) có nhiều nghĩa:
1. Lòng tin tưởng nơi Phật-đà và Phật pháp. Tín là cơ sở của hai yếu tố đầu tiên—Chính kiến và Chính tư duy—trong Bát chính đạo và một yếu tố của năm lực (Ngũ lực). Trong Đại thừa, tín còn đóng một vai trò quan trọng hơn, vì tín là hạnh nguyện quan trọng mà ai cũng có và sẽ đưa mỗi người đến Phật quả. Tuy nhiên tín không phải là niềm tin mù quáng, mà chính là lòng tin tưởng chắc chắn sau khi đã tìm hiểu và áp dụng giáo pháp của Phật. Tin tưởng mù quáng nơi lời nói của Phật hay đạo sư là đi ngược với quan điểm đạo Phật, như chính Phật đã từng khuyến cáo.
Tuy nhiên trong Tịnh độ tông, lòng tin nơi Phật A-di-đà có tính chất tuyệt đối. Vì vậy tông phái này cũng có khi được gọi là "Tín đạo". Tín là một trong những cơ sở khi nhập vào Thánh đạo: một bậc Dự lưu (sa. śrota-āpanna) có thể là một bậc Tuỳ tín hành (sa. śraddhānusarin) hay Tuỳ pháp hành (sa. dharmānusarin) và khi giải thoát cũng có thể phân biệt là người nương vào Tín mà được giải thoát (sa. śraddhāvimukta) hay nương vào Quán chứng được giải thoát (sa. dṛṣṭiprāpta).
2. Một tên gọi của Tâm.
3. Một trong 10 thiện tâm sở đề cập trong A-tì-đạt-ma-câu-xá luận, một trong 11 thiện tâm sở đề cập trong Pháp tướng tông. Khi gặp cảnh giới thanh tịnh, nhờ đó mà làm thanh tịnh các tâm sở khác. Tin nhận pháp giới như chúng đang là. Theo Pháp tướng tông, Tín là "thật pháp" có cái dụng suốt khắp Tam giới.